# Synky
Synky (ukrainisch Синьки; russisch Синьки Sinki) ist ein Dorf im Westen der ukrainischen Oblast Kirowohrad mit etwa 1300 Einwohnern (2001).

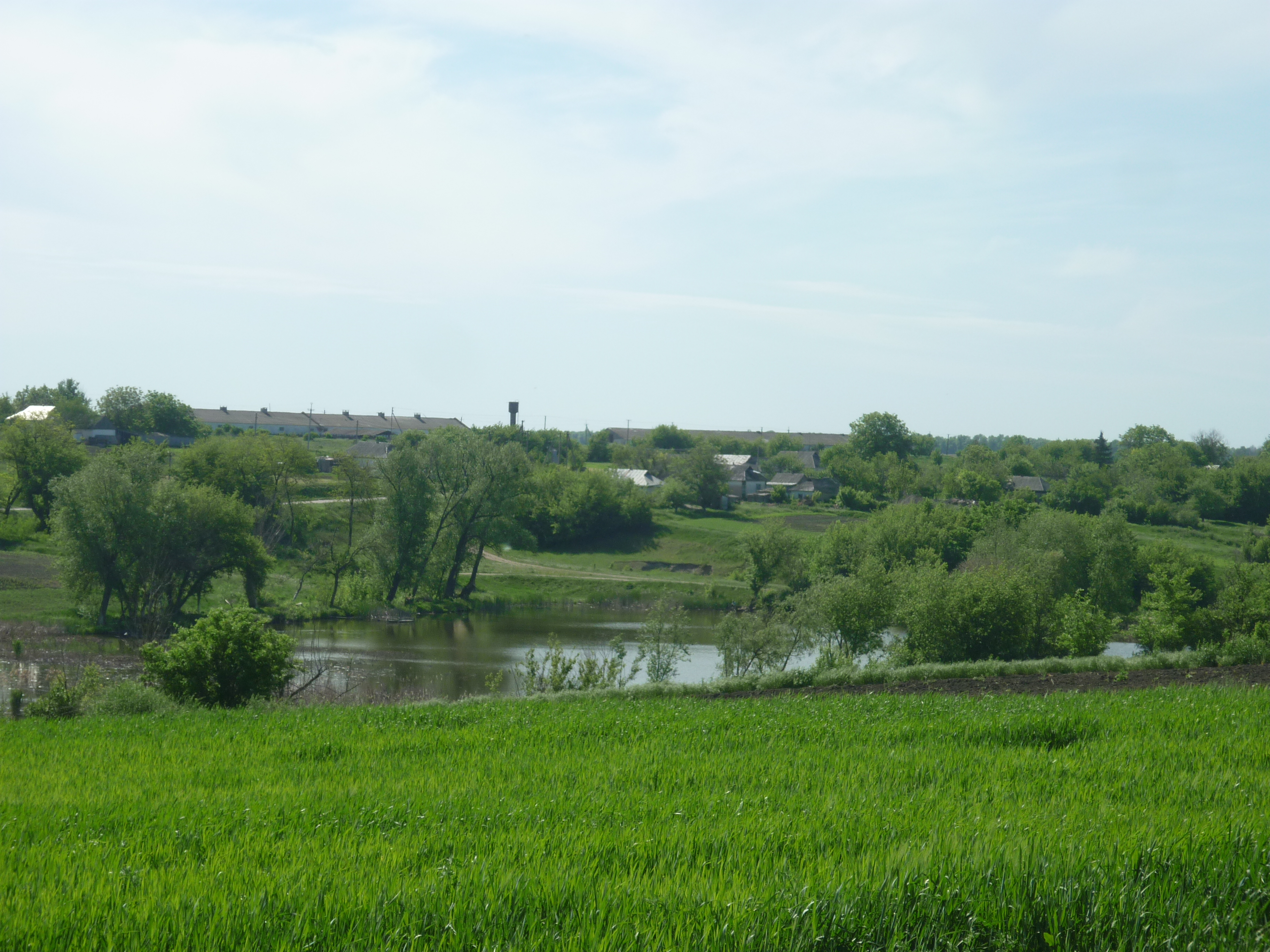
Blick auf das Dorf

Das Dorf entstand in der zweiten Hälfte des 18. Jahrhunderts durch das Zusammenwachsen mehrerer Bauernhöfe.

## Geografie
Die Ortschaft liegt an einem unbenannten, 14 km langen, linken Nebenfluss der Synyzja (Синиця), einem 79 km langen Zufluss zum Südlichen Bug, 22 km nördlich vom ehemaligen Rajonzentrum Blahowischtschenske und 170 km westlich vom Oblastzentrum Kropywnyzkyj. Im Westen vom Dorf verläuft in Nord-Süd-Richtung die Fernstraße M 05 E 95.
Am 12. Juni 2020 wurde das Dorf ein Teil der neugegründeten Stadtgemeinde Blahowischtschenske, bis dahin bildete es die gleichnamige Landratsgemeinde Synky (Синьківська сільська рада/Synkiwska silska rada) im Norden des Rajons Blahowischtschenske.
Am 17. Juli 2020 kam es im Zuge einer großen Rajonsreform zum Anschluss des Rajonsgebietes an den Rajon Holowaniwsk.

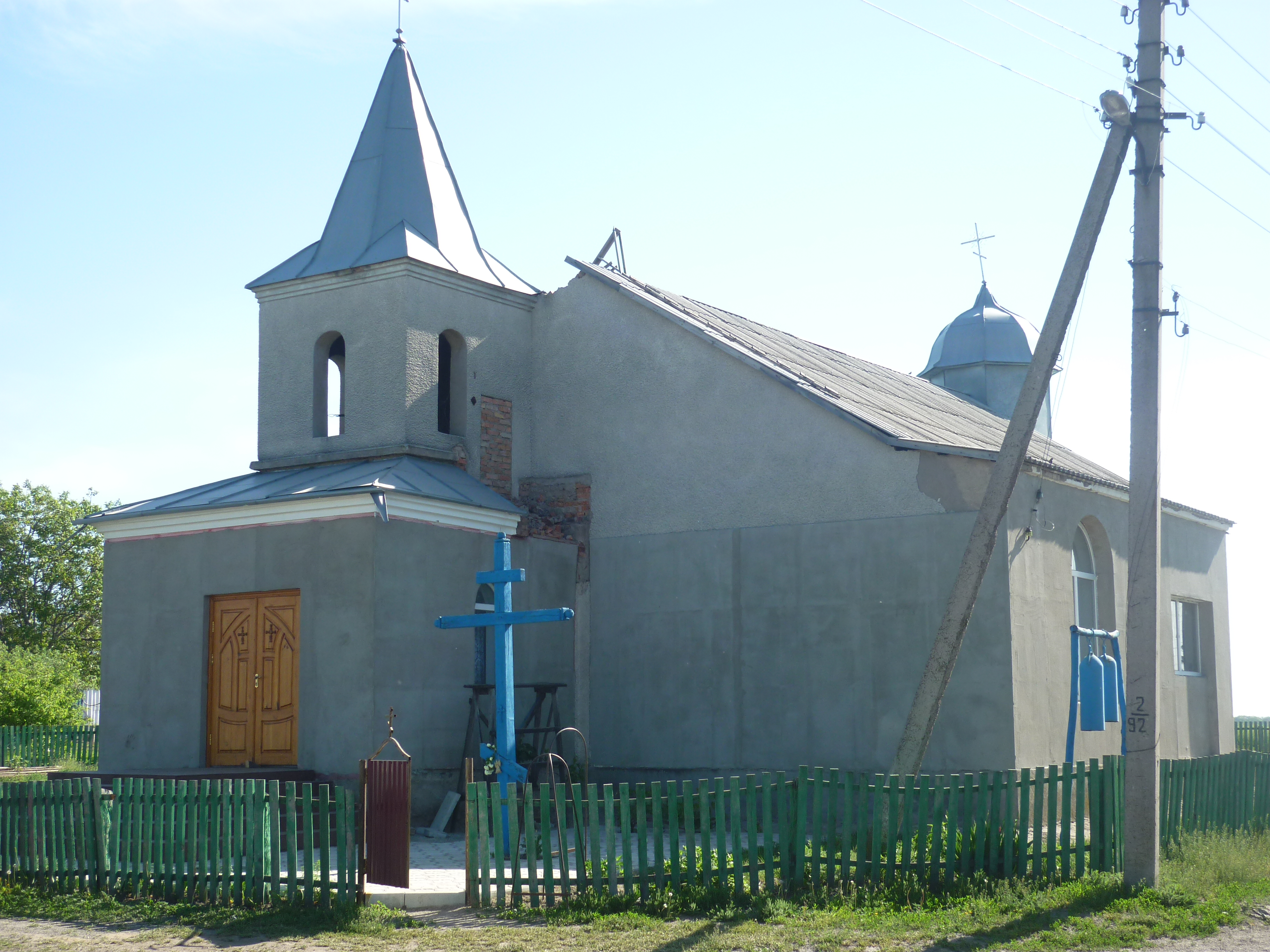
Dorfkirche
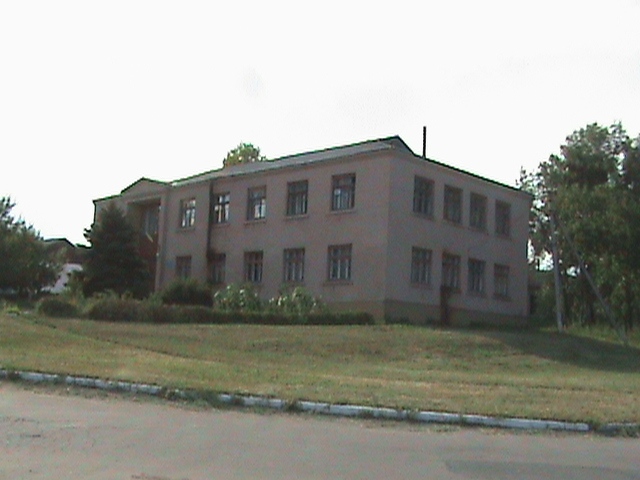
Rathaus
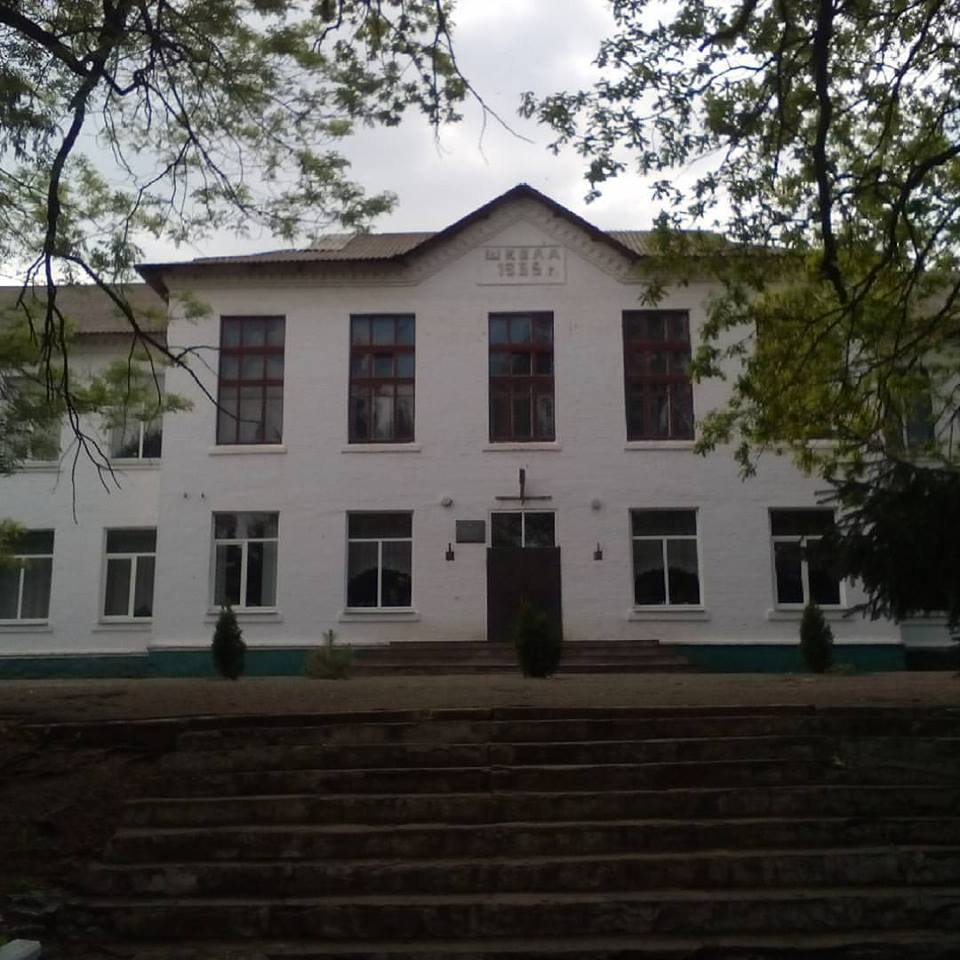
Schule